# Іванко та воронячий цар

Кадр із мультфільму «Іванко та воронячий цар»

Іванко та воронячий цар — український мультфільм, зроблений за мотивами українських казок у 1985 році Київською кіностудією науково-популярних фільмів.

## Сюжет
Дідусь і старший син орють землю своїм воликом, з якого вони дуже тішаться. Але раптом пролітає величезний воронячий цар і забирає у них волика. На вимогу віддати їхнього волика, цар підказує, де його забрати. Немає іншого у старих окрім старшого сина, якого можна відправити пошуки волика. Взявши торбинку з харчами, він рушив. Іванко опинився у дуже похмурому, темному лісі, де він зустрівся з маленьким Вороном. Коли останній сказав, що зголоднів, то Іванко дав йому скибку хліба, а, коли ворон сказав, що змерз, то Іванко взяв на руки його й зігрів. Добрий став Ворон і відкрив шлях Іванкові до палацу воронячого царя, попередивши того, щоб не сталось в ньому — нічого він не має торкатися, бо в іншому випадку згине. На своєму шлях у палаці, Іванко побачив прекрасну яблуньку, яка так пишно зацвіла, так рясно заплодилась, але раптом з'явилась сокира і почала рубати це дерево. Не втримався Іванко і почав відтягувати холодну зброю — як вмить зкам'янів. Його визволив маленький Ворон і ще раз попередив, що щоб не трапилось, він не мусить втручатись. Побачив пізніше Іванко прекрасне журавленя, яке тішилось собі, чистило свої пір'ячка, але раптово з'явилось гострюще капканище, яке захопило журавлика повністю і почало зменшуватися й тим самим сильно тиснути на журавлика. Не втримався Іванко, допоміг і враз перетворився у воду. Допоміг цього разу йому й Ворон, але попередив, що це останній раз, коли він допомагає далі він безсилий. Іванко подякував і пішов далі, коли тут бачить гарну дівчинку, яка збирає квіти. Та раптом з'явився батіг, який почав бити її. Смерть-не-смерть, а Іванко таки допоміг дівчинці і згорів. Прилетів Ворон, оживив Іванка і сказав, що то він був воронячим царем і що він дуже давно шукав таку людину, як Іванко. Він вирішив подарувати Іванкові мішки із золотом, але той відмовився, сказавши, що йому потрібний тільки волик. Втішився волик і на додачу волику подарував він Іванкові чарівну арфу. Фільм закінчується грою арфи, від якої вибухає цвітом дерева, жнива і хатинка батьків кращає.

## Над мультфільмом працювали
- Автор сценарію: Н. Лень
- Режисер: Борис Храневич
- Художник-постановник: Наталія Горбунова
- Композитор: Євген Станкович
- Оператор: Олександр Мухін
- Звукооператор: Ізраїль Мойжес
- Художники-мультиплікатори: Микола Бондар, Сергій Кушнеров, Олександр Лавров, Михайло Титов, Ельвіра Перетятько, Сергій Гізіла
- Монтажер: С. Васильєва
- Редактор: Наталя Гузєєва
- Ролі озвучили: Людмила Логійко, Д. Бабаєв, В. Дорошенко, Ю. Нездоленко
- Директор картини: Іван Мазепа